# Moyen de pression
Un moyen de pression est une action individuelle ou collective visant à modifier le rapport des forces entre deux parties, soit dans un sens, soit dans l'autre. En négociation, l'effet de levier est le pouvoir dont dispose une partie d'une négociation pour influencer l'autre partie afin de se rapprocher de sa position de négociation. L'effet de levier d'une partie repose sur sa capacité à accorder des avantages ou à imposer des coûts à l'autre partie,. Une autre conceptualisation soutient que le parti qui a le plus à perdre d'un résultat « sans accord » a moins d'influence que le parti qui a le moins à perdre.
L'effet de levier a été décrit comme le « principal moteur de la négociation », ce qui indique son rôle important dans les situations de marchandage et de négociation. Les personnes disposant d'un fort effet de levier peuvent parfois surmonter de faibles compétences de négociation, tandis que celles qui ont un faible effet de levier ont moins de chances de réussir même si elles ont de solides compétences de négociation.

## Pouvoir de négociation
On dit que ceux sur qui on a un pouvoir discrétionnaire peuvent exercer un effet de levier et cela peut être démontré par la manière dont les vendeurs de temps publicitaire ont un pouvoir de négociation pendant les vacances ou les émissions de télévision si leurs créneaux publicitaires sont pleins. Pour que l'effet de levier d'une partie à la négociation joue en sa faveur, les menaces ou les promesses qu'elle avance doivent être perçues comme crédibles par le groupe adverse. Cela ne signifie pas que les menaces et les promesses doivent être fondées sur des faits, mais le groupe adverse doit croire qu'une menace ou une promesse spécifique peut être mise à exécution et qu'elle le rendrait meilleur ou pire par rapport à l'autre partie.
L'effet de levier peut être mesuré qualitativement en termes de ce qu'une partie a à perdre en ne parvenant pas à un accord,. En général, la partie ou le groupe qui a le plus besoin d'un accord a le moins d'influence. La partie ou le groupe qui est prêt à s'en aller (lorsque c'est une possibilité) a le plus d'influence.
Un aspect clé de l'influence est qu'il s'agit d'un facteur dynamique plutôt que statique. Cela signifie qu'il peut changer à mesure que davantage d'informations sont recueillies ou que la situation évolue. Une prise d'otages est un excellent exemple de la façon dont l'influence peut être dynamique. Au début d'une prise d'otages, le contrôle est détenu par les preneurs d'otages ; ils ont le plus grand pouvoir : la vie de leurs otages. Cependant, à mesure que la situation évolue, des négociateurs efficaces en matière d'otages peuvent gagner en influence, prendre le contrôle et finalement libérer les otages. Ici, la peur d'un « no deal » peut se déplacer d'un participant à l'autre, de sorte que l'effet de levier change à chaque instant.

## Types d'effet de levier
Il existe trois types d'effet de levier : l'effet de levier positif, l'effet de levier négatif et l'effet de levier normatif,.

### Effet de levier positif
L'effet de levier positif est la capacité d'un négociateur à fournir les choses que son adversaire souhaite. L'effet de levier positif repose sur la capacité d'une partie à satisfaire les besoins d'une autre partie. Le pouvoir de l'effet de levier positif provient de la possibilité de fournir ou de refuser l'élément ou l'action nécessaire. La force de ce type d'effet de levier est déterminée par les autres alternatives disponibles pour l'opposition (souvent appelées « BATNA » ou la meilleure alternative à un accord négocié). S'il y a d'autres personnes qui peuvent également répondre aux besoins de l'opposition, alors l'influence est affaiblie puisque l'opposition peut aller ailleurs pour obtenir ce dont elle a besoin,.
En politique, un exemple de l'effet de levier positif est le logrolling, ou le vote trading. Les législateurs promettent de voter dans le sens souhaité par un autre législateur sur une question afin d'obtenir le vote de leur adversaire sur une autre question.

### Effet de levier négatif
L'effet de levier négatif est une forme d'effet de levier basée sur la menace qui représente la capacité d'une partie à aggraver la situation de l'autre partie. Le pouvoir de l'effet de levier négatif repose sur l'aversion aux pertes. Étant donné que les pertes potentielles sont considérées comme pires que les gains équivalents, l'effet de levier négatif peut être très puissant. Cependant, il peut également provoquer de fortes réactions de la part de la partie adverse, ce qui met à rude épreuve la relation. Les intérêts d'aucune des parties ne sont favorisés par un effet de levier négatif, à l'exception du gain que la partie qui emploie cet effet de levier peut obtenir par rapport au résultat final souhaité de la négociation,.
Le piquetage dans les négociations collectives est un exemple d'effet de levier négatif. L'objectif du piquetage est d'attirer l'attention négative sur l'employeur, mais les employés ne tirent aucun avantage matériel de l'acte de piquetage lui-même.

### Effet de levier normatif
L'effet de levier normatif repose sur l'utilisation de normes sociales ou de standards pour encourager le consensus. Il s'appuie sur le principe de cohérence, en utilisant des normes et des standards ainsi qu'un positionnement cohérent pour faire avancer ou protéger une position. Ce type de levier est maximisé lorsque les groupes de négociation s'entendent sur ces normes ou standards sociaux et les considèrent comme pertinents pour la discussion en cours. Le levier normatif découle du désir des personnes d'être cohérent et raisonnable dans leur prise de décision.
Un exemple de levier normatif serait qu'une partie fasse appel aux normes religieuses ou morales d'une autre pour justifier son comportement. Richard Shell fait référence à la situation des otages hanafites de 1977 comme exemple d'utilisation de l'effet de levier normatif dans son livre sur la négociation. Les négociateurs d'otages lisent et discutent du Coran avec les preneurs d'otages afin d'encourager la libération pacifique des otages restants.

## Améliorer l'effet de levier
Étant donné que l'effet de levier change au cours d'une négociation, l'effet de levier d'une partie peut être amélioré de plusieurs manières.

### Créer des coalitions
Former une coalition avec d'autres parties au cours d'une négociation peut augmenter l'effet de levier dont dispose ce groupe sur l'opposition. L'effet de levier amélioré est le résultat de la dynamique de groupe qui favorise souvent le groupe comptant le plus grand nombre de membres. Des études en psychologie sociale ont montré que les individus se conforment souvent aux croyances du groupe plus large.

### Recueillir plus d'informations
Au fur et à mesure qu'une négociation avance, chaque partie en apprend davantage sur ce que veut l'autre partie, ses priorités et ses vulnérabilités. Ces informations peuvent façonner les menaces et les promesses que chaque partie peut faire, ainsi que leur poids. Recueillir des informations sur l'opposition et limiter la diffusion d'informations sur votre position peut aider une partie à gagner ou à conserver un effet de levier.

### Temps
Le temps peut être un facteur clé dans une négociation. La partie la plus patiente et la plus capable d'attendre a un plus grand effet de levier. Au fil du temps, l'effet de levier peut changer si un groupe doit parvenir à une résolution plus tôt que l'autre. Les travailleurs du transport, par exemple, peuvent utiliser le temps à leur avantage en organisant des grèves de dernière minute qui exercent une pression accrue sur leur employeur pour qu'il règle les conflits du travail afin de pouvoir remplir ses obligations envers ses clients.

## Coercition
L'abus de l'effet de levier peut conduire à la coercition. Cela se produit le plus souvent avec l'utilisation d'un effet de levier négatif. L'utilisation abusive d'un effet de levier négatif peut mettre la partie adverse en difficulté, l'amenant à prendre des décisions qu'elle ne prendrait normalement pas si elle avait le libre arbitre. L'abus d'un effet de levier positif peut également conduire à la coercition, notamment la corruption et le chantage.

## Syndicalisme
Dans la lutte de salariés contre leur employeur, par exemple pour obtenir de meilleures conditions de travail, de salaires, etc., avec ou sans l'outil syndical, un moyen de pression tel qu'une grève vise, en stoppant la production, à priver l'employeur des ressources constituées par la vente de ses produits, et par cela à affaiblir sa position par rapport à celle de ses salariés.